# كلاوس فاغنر
كلاوس فاغنر (بالألمانية: Klaus Wagner)‏ هو رياضياتي ألماني، ولد في 31 مارس 1910 في كولونيا في ألمانيا، وتوفي في 6 فبراير 2000.